# Wacław Zdrojewski
Wacław Zdrojewski (ur. 25 września?/7 października 1888 w Kijowie, zm. 1947 w Jeleniej Górze) – major piechoty Wojska Polskiego, kawaler Orderu Virtuti Militari.

## Życiorys
Kadet carskiej Szkoły Wojskowej Wielkiego Ks. Konstantego w Kijowie od 1 września 1915 do 1 stycznia 1916 roku. Przydzielony w stopniu chorążego do 168 Mirgorodskiego pułku piechoty. Kolejno pełnił służbę jako oficer młodszy, dowódca kompanii i dowódca szkoły podoficerskiej. Pełnił służbę w pułku fortecznym twierdzy Piotra Wielkiego w Rewlu od stycznia 1917 roku. Dowódca batalionu wydzielonego od 1 lutego 1917 do 1 stycznia 1918 roku. Odznaczony Krzyżami św. Stanisława i św. Anny za udział w I wojnie światowej.
Od stycznia 1918 roku w Legii Rycerskiej III Korpusu Polskiego na Ukrainie. W stopniu podporucznika 15 kwietnia 1918 roku dowodził plutonem otrzymując zadanie zajęcia wsi Konary i rozbicia ukraińskiego oddziału. Pod silnym ogniem nieprzyjacielskich ckm, w zaciętej walce na bagnety jego oddział zdobył wieś i rozpędził nieprzyjacielski oddział.
Powrócił do kraju i 27 listopada 1918 roku jako porucznik przyjęto go do Łomżyńskiego Okręgowego Pułku Piechoty. Do końca 1918 roku był na kursie instruktorskim. Na froncie Ober-Ostu był od 1 stycznia 1919 roku dowódcą 2 kompanii 33 pułku piechoty. Dowódca 10 kompanii od 1 kwietnia 1919 roku, a od czerwca 1920 roku na froncie białorusko-litewskim dowodził III batalionem pułku. Dowodzona przez niego kompania 7 września 1919 roku otrzymała rozkaz przeprowadzenia wypadu w rejonie Berezyny, a przez dobrze przeprowadzone rozpoznanie i śmiały atak zajęta została wieś Zalchowje. Zabito 18 żołnierzy bolszewickich, a do niewoli wzięto 142 jeńców oraz zdobyto 2 ckm. Dowodzona przez niego kompania w dniach 18–21 października 1919 roku, pod silnym ostrzałem artylerii broniła przyczółka na odcinku Gorodok-Papiernia. Oddział którym dowodził odparł ataki czterech pułków bolszewickich, a ranny w nogę Zdrojewski pozostał na pozycji i zachęcał żołnierzy do walki. 21 października 1919 roku po przerwaniu frontu wyprowadził kompanię z okrążenia. Dowodząc kompanią w dniu 2 czerwca 1920 roku po śmiałym ataku przerwał pod Mańkowiczami front bolszewicki, a w kilka dni później jego oddział rozbił pułk piechoty bolszewickiej przyczyniając się do zajęcia Plissy. 7 lipca 1920 roku dowodził kontratakiem w rejonie miejscowości Nawoja podczas odwrotu wojsk polskich. Dowodzona przez niego kompania wzięła do niewoli 32 jeńców i ckm. Po zranieniu, przebywał od 15 września w szpitalu we Lwowie. Czterokrotnie ranny oraz dwukrotnie kontuzjowany podczas służby frontowej. Efektem odniesionych obrażeń była bezwładna lewa ręka, uszkodzone żebra z których trzy zostały usunięte.
15 marca 1921 roku w 33 Łomżyńskim pułku piechoty objął dowództwo batalionu sztabowego. W okresie od 8 sierpnia do 20 października 1921 roku był w Doświadczalnym Centrum Dowodzenia w Rembertowie na kursie wyszkolenia dowódców batalionów. Dowódcą II batalionu 33 pułku piechoty był od 1 listopada 1921 roku. Awansowany na kapitana 14 stycznia 1922 roku. Od 16 grudnia 1922 roku zastępował dowódcę kadry batalionu zapasowego. 1 grudnia 1924 roku został awansowany na majora ze starszeństwem z dniem 15 sierpnia 1924 roku i 185. lokatą w korpusie oficerów piechoty. Zatwierdzony na stanowisko dowódcy II batalionu 3 czerwca 1925 roku i w tym czasie trzykrotnie przydzielany do Rejonowej Komendy Uzupełnień w Łomży. 28 maja 1927 roku przeniesiony do 44 pułku piechoty Strzelców Kresowych w Równem na dowódcę I batalionu. W pułku od 10 września do 28 listopada 1927 roku był kierownikiem wyszkolenia, a od 29 października 1929 do 28 stycznia 1930 zastępował jego dowódcę.
Przeniesiony został 3 października 1930 roku na stanowisko dowódcy 29 Batalionu KOP w Suwałkach, a w sierpniu 1932 roku złożono wniosek o odznaczenie go Krzyżem Kawalerskim Orderu Odrodzenia Polski. 11 listopada 1932 roku otrzymał Odznakę KOP „Za służbę graniczną”. W opinii dowódcy brygady płk Stanisława Kalabińskiego z 1932 roku, był to „bardzo energiczny i o dużej inicjatywie oficer. […] Wybitnie bojowy oficer, taktycznie bardzo dobrze wyszkolony umie uczyć i być przykładem solidnej pracy. […] Umie wychowywać i potrafi prowadzić korpus oficerski baonu. Dzięki jego pracy KOP w Suwałkach ma duże uznanie i poważanie u dowódców innych oddziałów i społeczeństwa”.
Na stanowisko Inspektora WFiPW DOK nr III w Grodnie został przeniesiony z KOP 1 czerwca 1933 roku. W stanie spoczynku od 31 października 1934 roku. We wrześniu 1939 roku ze względu na stan zdrowia nie otrzymał przydziału mobilizacyjnego. Ukrywał się podczas okupacji na Wileńszczyźnie. Repatriowany do Polski po zakończeniu wojny i wraz z rodziną zamieszkał w Jeleniej Górze.

## Ordery i odznaczenia
- Krzyż Srebrny Orderu Wojskowego Virtuti Militari nr 3605 (1921)[4]
- Krzyż Walecznych (czterokrotnie)
- Złoty Krzyż Zasługi (10 października 1928)[5][6]
- Odznaka pamiątkowa Korpusu Ochrony Pogranicza